# 美國陸軍部隊駐菲律賓 – 北呂宋島
美國陸軍部隊駐菲律賓 – 北呂宋島（英語：United States Army Forces in the Philippines – Northern Luzon）或稱美國武裝部隊駐菲律賓 - 北呂宋島（英語：United States Armed Forces in the Philippines – Northern Luzon），簡稱，是日本佔領後活躍於菲律賓的軍事和游擊組織。 由美國陸軍以及菲律賓陸軍、預備役軍人和平民志願軍組成。
活躍於1942年1月1日至1946年6月30日，由摩西上校指揮，隨後由拉塞爾·W·沃爾克曼指揮:119–121
日本佔領菲律賓後，美國陸軍部隊駐菲律賓軍隊和游擊隊在呂宋島北部開展行動，包括北伊羅戈省、南伊羅戈省、拉烏尼翁省、阿布拉省、高山省的一些省份、卡加延省、伊莎貝拉和新比斯開。

## 編隊
步兵團:138–155, 192:466
- 第11步兵團 – 卡加延河谷
- 第14步兵團 – 新比斯開
- 第15步兵團 – 北伊羅戈
- 第66步兵團 – 碧瑤和高山省（現為本格特）
- 第121步兵團 – 南伊羅戈省和拉烏尼翁省

軍事營
- 野戰砲兵營
- 工兵戰鬥營
- 憲兵營
- 軍需營
- 後備和傷員營
- 坦克營

从1943年11月起，部队被组建为区:182–183
- 第一区 —— 帕克·卡尔弗特少校
- 第二、第三區—— 喬治·巴尼特少校
- 第四區 — 拉爾夫·普拉格少校
- 第五區 – 羅慕洛·曼里克斯少校
- 第六區——羅伯特·拉帕姆（英语：Robert Lapham）上尉[4])
- 第七區 – 沃爾克曼和布萊克本

## 重組
日本投降後，菲律賓獨立，美國陸軍部隊駐菲律賓 - 北呂宋島（USAFIP-NL）重組為正規師。指定菲律賓陸軍第二師

## 外部連結
- Our Igorot Fathers, The Heroes: The Untold Story of the 66th Infantry Regiment, USAFIP-NL （页面存档备份，存于） (blog entry about video documentary)